# Rajd Polski 1927

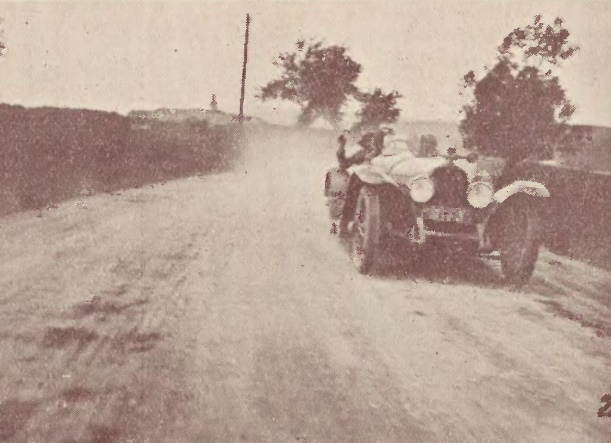
Zwycięzca Rajdu Polski 1927 Stanisław Szwarcstein jadący samochodem Austro-Daimler

Rajd Polski 1927 (a właściwie Międzynarodowy Raid Automobilklubu Polski) – odbył się w dniach 5–10 czerwca 1927 roku. W rajdzie uczestniczyły 24 załogi, w tym dwie zagraniczne. Trasa rajdu: Warszawa – Bydgoszcz – Gdynia – Poznań – Katowice – Zakopane – Lwów. Komandorem rajdu był Janusz Regulski.

## Wyniki końcowe rajdu
| Miejsce | Kierowca              | Samochód                         |
| ------- | --------------------- | -------------------------------- |
| 1       | Stanisław Szwarcstein | Austro-Daimler ADM Sport Torpedo |
| 2       | Henryk Liefeldt       | Austro-Daimler ADM Sport Torpedo |
| 3       | Jan Ripper            | Lancia Lambda                    |
| 4       | Stanisław Hahn        | Chrysler                         |